# Стаклени плафон
Стаклени плафон (енгл. Glass ceiling) је политички термин којим се описује немогућност жена и других мањина да у пословној хијерархији напредују до највиших руководећих позиција, без обзира на њихове квалификације и достигнућа.
У почетку се овај израз користио као метафора којом су феминисткиње желеле да укажу на баријере са којима се сусрећу успешне пословне жене, а у том контексту се понекад користи и данас. У САД-у овај термин често се односи и на препреке које спречавају напредак припадника одређених мањинских група, без обзира на то да ли се ради о мушкарцима или женама.
Мали број жена има могућност да достигну позиције у горњим ешалонима, а организације су још увек у великој мери искључиво вођени од мушкарци. Истраживања су показали да стаклени плафон још увек постоји на различитим нивоима у различитим нацијама и регијама широм света. Стереотипи о женама као емоционални и осетљиви могу да се сматрати као кључним карактеристикама зашто се жене боре да разбију стаклени плафон. Јасно је да, иако се друштва међусобно разликују по култури, веровањима и нормама, она држе слична очекивања о жене и њихове улоге у друштву. Ти женски стереотипи су често ојачани у друштвима која имају традиционална очекивања од жена. Стереотипи и перцепције о женама се споро мењају широм света, што и такође смањује сегрегацију међу мушки и женски пол у организацијама.